# Усач-кожевник
Усач-кожевник, или дровосек-кожевник, или пальчатоусый усач (лат. Prionus coriarius) — вид жуков из семейства усачей (Cerambycidae). Один из самых крупных представителей семейства в Европе.

## Внешний вид
Длина тела самцов 19—38 мм, самок 27—48 мм. Тело коренастое, особенно у самцов. Особи, обитающие в южной части ареала, обычно крупнее, чем особи из северных районов.
Окраска тела самца — смоляно-чёрная, блестящая. Окраска самки — красновато-коричневая или бурая.
Переднеспинка поперечная с тремя острыми шипами на боковом крае, из которых средний самый крупный; грубо и густо пунктированная, матовая — чем отличается от близкого вида Prionus insularis.
Надкрылья со сморщенно-точечной структурой, несут по 2—3 продольных ребра.
Усики пиловидные, у самцов состоят из 12 члеников, у самок — обычно из 11, иногда 12. У самцов они более длинные (слегка заходят за середину надкрылий), первые шесть члеников расширены. Короткие (не достигают середины надкрылий) усики самок состоят из более мелких члеников.

## Ареал
Лесная и лесостепная зоны Европы, Кавказ, Турция, север Ирана, Северная Африка (Алжир, Тунис).
Обычен на Южном Урале и в Закавказье. Отсутствует в Ирландии, в Средней Азии и восточной части Казахстана.

## Местообитания
Насекомые связаны с лесами. Встречаются как в хвойных, так и в широколиственных лесах.

## Биология
Лёт жуков с середины июля до сентября. Самцы более активные, часто совершают перелёты в поисках самок.
Взрослые жуки не питаются (афагия). Активны преимущественно в сумерках и часто прилетают на источники искусственного освещения (преимущественно самцы). В дневное время активность имаго значительно меньше, жуки попадаются на грунте, в прикорневой зоне деревьев, а также в сухой лесной подстилке.
Личинки могут развиваться как на лиственных, так и на хвойных породах. В литературе упоминается развитие личинок на сосне, ели, пихте, дубе, буке, грабе, каштане, берёзе, клёне, вязе, ясене, ольхе, иве, лещине, яблоне.
Из паразитов личинок зарегистрированы наездники Deuteroxorides albitarsus и тахина Billaea pectinata.

## Жизненный цикл
Самки откладывают яйца в почве на отмершие корни и прикорневую часть стволов и пней.
Личинки заселяют мёртвую, частично сгнившую древесину подземных частей стволов деревьев и корней. Они прокладывают там широкие — до 4 см в ширину — извилистые ходы, которые целиком, кроме окукливальной камеры, заполнены бурой древесной мукой. Личинки часто выходят из дерева в грунт и мигрируют в другие деревья.
Окукливание происходит в грунте около корней. Стадия куколки длится 20—22 дня. После выхода из куколки жук на протяжении нескольких дней находится в окукливальной камере, где приобретает окончательную окраску, после чего выходит на поверхность.
Продолжительность жизненного цикла 3—4 года.

### Яйцо
Яйца белого цвета с зеленоватым оттенком, густо и грубо пунктированные, их размер 4 × 1.5 мм, вес 2 мг.

### Личинка
Личинка белого цвета, длина тела личинок последнего возраста 50—90 мм, ширина — 13 мм. Передний край лба с 2 поперечными килями, нижний из которых — с широкими боковыми зубцами. Усики трехчленниковые. Верхняя губа поперечно-овальная. Переднеспинка сильно хитинизированная, с яркой оранжевой перевязью. Плевральные диски имеются на 1—6 сегментах брюшка.